# RAP BEAT
『RAP BEAT』（ラップ・ビート）は、らっぷびとの1枚目のミニアルバム。2008年8月6日発売。発売元はEXIT TUNES、販売元はポニーキャニオン。

## 概要
インディーズ時代唯一のCD作品である。
オリコンデイリーランキングで初登場16位、2008年8月第1週のインディーズチャートでは初登場3位を記録した。
曲中に参加しているアーティストはらっぷびとと同じ『ネットラップミュージシャン』である。

## 収録曲
1. When They Cry
  - 作詞：らっぷびと／作曲：K's、らっぷびと／編曲：K's

このアルバムがリリースされる前に、コンピレーション・アルバム『CDで聞いてみて。 〜ニコニコ動画せれくちょん〜』に先行収録されている。
PVが制作されており、埼玉県名栗村で撮影された。また、入来茉里が出演している。
2008年7月度の有線キャンシステム問い合わせランキングで1位を獲得した曲[1]。
2. クローバー
  - 作詞：らっぷびと／作曲：らっぷびと、TAKAROT
3. thrown the dice feat.dc
  - 作詞:らっぷびと、dc／作曲:dc、DJ KEIMA
4. 素晴らしき絶望 零
  - 作詞：らっぷびと／作曲：らっぷびと、Jaza document
5. 鼬ごっこ
  - 作詞：らっぷびと／作曲：らっぷびと、みくすびと
6. ありがとうのうた
  - 作詞：らっぷびと／作曲：iRONIKA
7. アル晴レタ日
  - 作詞：らっぷびと／作曲：らっぷびと、TAKAROT
8. When They Cry (tofubeats remix)
9. 人として軸がぶれているらっぷ
  - 作詞：大槻ケンヂ／作曲：NARASAKI

アルバムが発売される前にニコニコ動画で公開された曲。だが、公開した時点では無認可のMAD作品であったため、権利者からの依頼にて削除（違法なアップロードによる）されているものの、曲中歌詞の「火ヲ貸セヨ」というフレーズがさよなら絶望先生原作に登場し[2]、さらには大槻ケンヂ本人からも公式なカバー許可が降りたことで、今作に収録されるに至った[3]。2009年2月17日発売の単行本第十六集の初回限定版OAD「獄・さよなら絶望先生 下」では、オープニング曲に採用された。

※8、9曲目は、ボーナストラックである。